# Cornelia van Wulfschkercke
Cornelia van Wulfschkercke (? - 1540), est une religieuse carmélite flamande, copiste et enlumineuse de manuscrits active à Bruges.

## Biographie

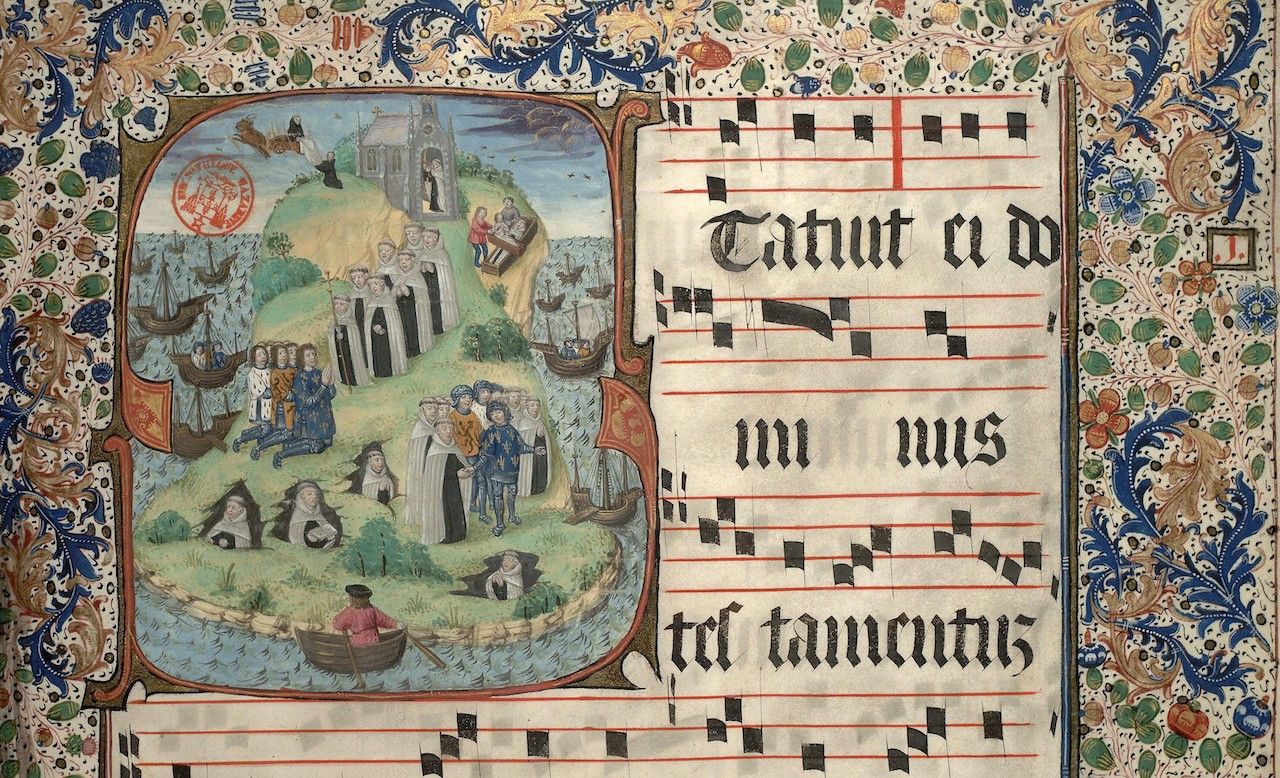
Graduel à l'usage du couvent de Sion, 1505, lettrine historiée, f.1r.

Son nom apparait dans le colophon d'un graduel destiné au couvent de Sion à Bruges : elle y est signalée comme une religieuses professe de ce couvent de Carmélites, autrice de l'enluminure du manuscrit achevé en 1505. Elle est documentée au sein de ce couvent de 1495, début de son activité de copiste, jusqu'à sa mort en avril 1540. C'est Grietkin Sceppers, designée comme une femme dévote dans le même colophon, qui a entamé la décoration du manuscrit et qui a initié Cornélia à l'art de l'enluminure dès 1503.
Les lettrines historiées du graduel du couvent de Sion ont servi à reconstituer le corpus des miniatures attribuées à l'artiste. Cornelia semble avoir rencontré un grand succès en tant qu'enlumineuse : elle répond à de nombreuses commandes de la part d'autres établissements religieux de Bruges mais aussi d'ailleurs en Flandres, ainsi que des commandes de laïcs. Plus d'une vingtaine de manuscrits lui sont attribués dont certains ont été réalisés en collaboration avec des enlumineurs laïcs. Si la copie de manuscrits et l'enluminure est une pratique courante dans les couvents de l'époque et notamment les couvents féminin, une production si abondante et avec une diffusion aussi large reste très rare. Son usage de nombreux modèles en circulation à Bruges à cette époque et sa collaboration avec des enlumineurs laïcs nécessitent probablement une ouverture sur l'extérieur, ce qui revient à contrevenir aux règles de l'ordre des Carmes, pourtant appliquées strictement dans son couvent. À tel point que l'historien de l'art Dominique Vanwijnsberghe a douté du fait qu'elle soit réellement l'auteur des miniatures et Cornelia pourrait n'être que l'autrice des décorations de marges des manuscrits.

## Œuvres

Missel de l'abbaye des Dunes, grand séminaire de Bruges : crucifixion.

Au moins 23 manuscrits lui sont attribués, parmi lesquels :
- Livre d'heures, vers 1490-1500, British Library, Ms. Stowe 19
- Antiphonaire à l'usage de l'abbaye cistercienne d'Oosteeklo (partie été), 1498, 13 lettrines historiées, bibliothèque du musée des Beaux-Arts de Gand, inv. 1952-AB[2]
- Heures Rokeghem, vers 1500, 2 grandes et 16 petites miniatures, Middlebury College Museum of Art, 2012.005[3]
- Livre d'heures à l'usage des Prémontrés, vers 1500, en collaboration avec le Maître des Heures de Claremont, Université Memorial de Terre-Neuve, MS 1[4]
- Livre d’heures lillois à l’usage de Tournai, vers 1500, bibliothèque municipale de Douai, Ms. 191[5]
- Graduel à l'usage du couvent de Sion, 1505, Bibliothèque mazarine, Ms.432, temporal[6] ; Ms.390 sanctoral[7]
- Manuscrit du Monotessaron ou harmonie évangélique de Jean Gerson, en 2 volumes à destination de Raphaël de Bourgogne, vers 1504, bibliotèque de l'université de Gand, Ms.11[8]
- Manuscrit d'une compilation de textes religieux (Carmen paschale, Hymnus I, Evangeliorum libri IV,  Monotessaron, cum glosa). à destination de Raphaël de Bourgogne, bibliotèque de l'université de Gand, Ms.17[9]
- Graduel pour la léproserie de la Madeleine de Bruges, 2 volumes achevés en 1504 et 1506, Centre public d'action sociale de Bruges, ms. O. SJ 211.I et O. SJ 210.I
- Missel pour l’abbaye cistercienne des Dunes, avant 1507, Grootseminarie, Bruges, ms. 50/66[10]
- Livre d'heures à destination de la famille Ayala à Bruges, vers 1510, 31 miniatures et 12 lettrines historiées, Bibliothèque royale de Belgique, Bruxelles, IV 104
- Livre d'heures brugeois, vers 1510, Tuliba Collection, Hilversum, Ms.14
- Livre d'heures à l'usage de Rome, vers 1510-1520, 15 grandes miniatures, 1 lettrine historiée, ancienne collection Frost, passé en vente chez Sotheby's, Paris, le 29 novembre 2023, lot 3[11]
- Heures Széchényi, vers 1510-1520, Budapest Bibliothèque nationale Széchényi, Cod. Lat. 205
- Livre d'heures, vers 1510 ou 1520, Bibliothèque nationale autrichienne, Cod. 1984[12]
- Livre de prières Van Hooff, vers 1520, 15 miniatures, bibliothèque de l'université libre d'Amsterdam, XV.05502[13]
- Livre de prières, bibliothèque de l'université de Princeton, Garrett MS 63

Ainsi que des feuillets détachés issus de manuscrits dispersés :
- 6 feuillets d'un antiphonaire disparu, passés en vente chez Ader le 30 mai 2023, lots 24-29[14]
- Deux feuillets d’un graduel achevé en 1516 avec l’aide de Margriete van Rye, Free Library of Philadelphia, Lewis E M 66.13, 66.14[15]
- 2 feuillets d'un ancien missel, probablement dominicain, Musée L, Louvain-la-Neuve, Fonds Suzanne Lenoir, Inv. E.S. 801 et 802
- Une miniature des Sept Sacrements, encadrée, musée de l'hôpital Notre-Dame-de-la-Poterie à Bruges, O.OTP0007.I[16]